# Dasyochloa pulchella
Dasyochloa pulchella là một loài thực vật có hoa trong họ Hòa thảo. Loài này được (Kunth) Willd. ex Rydb. mô tả khoa học đầu tiên năm 1906.

## Hình ảnh

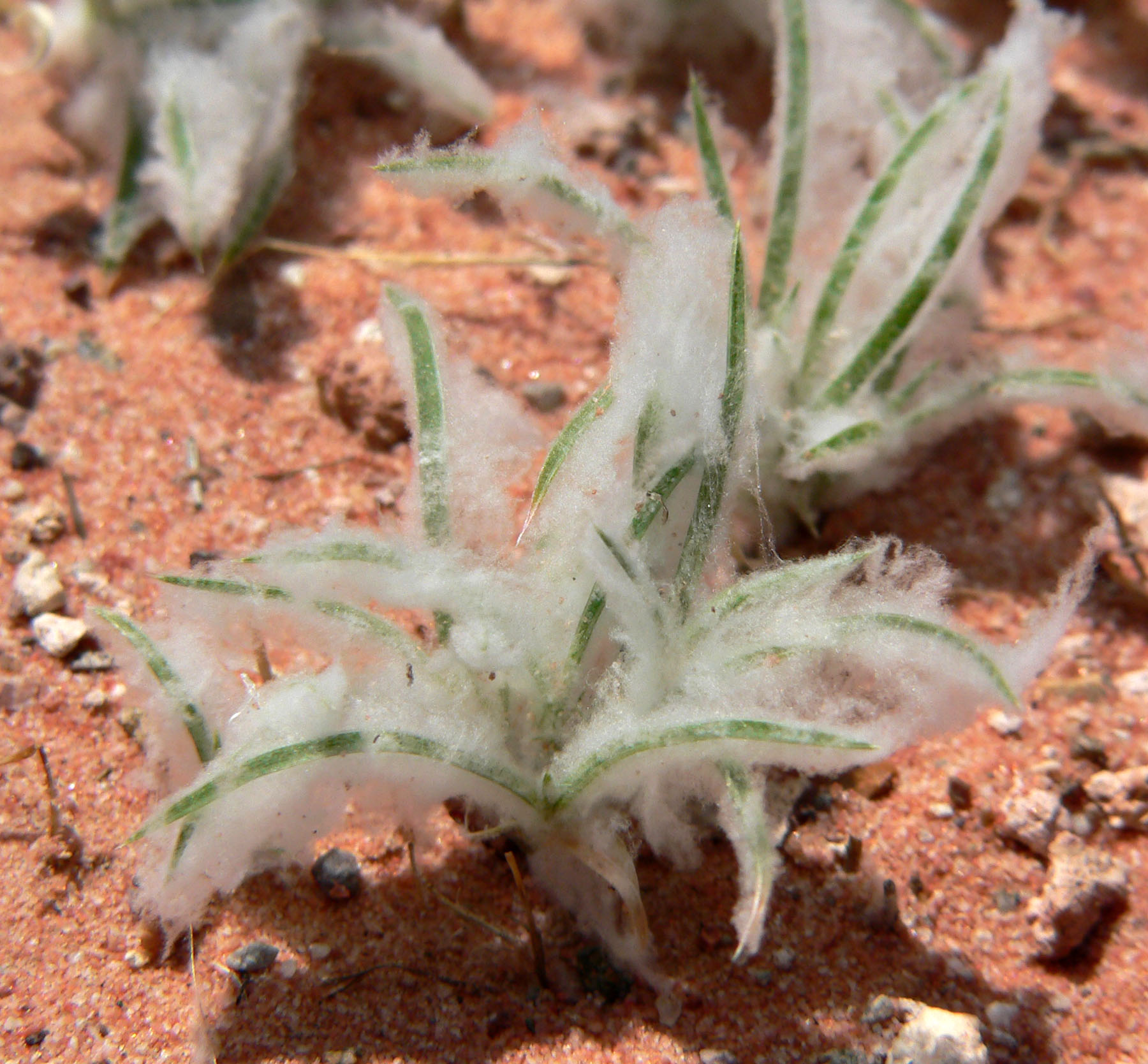
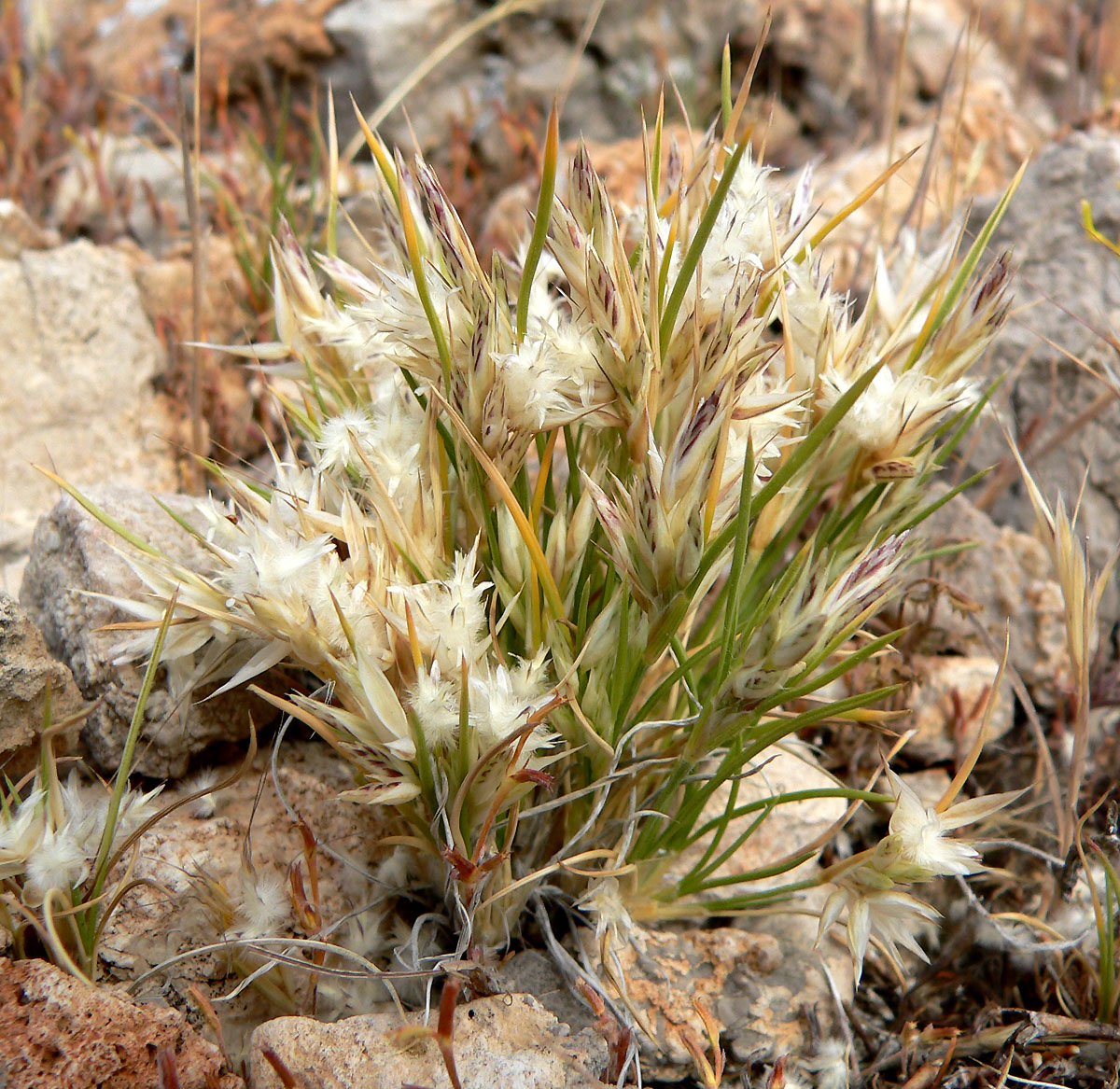
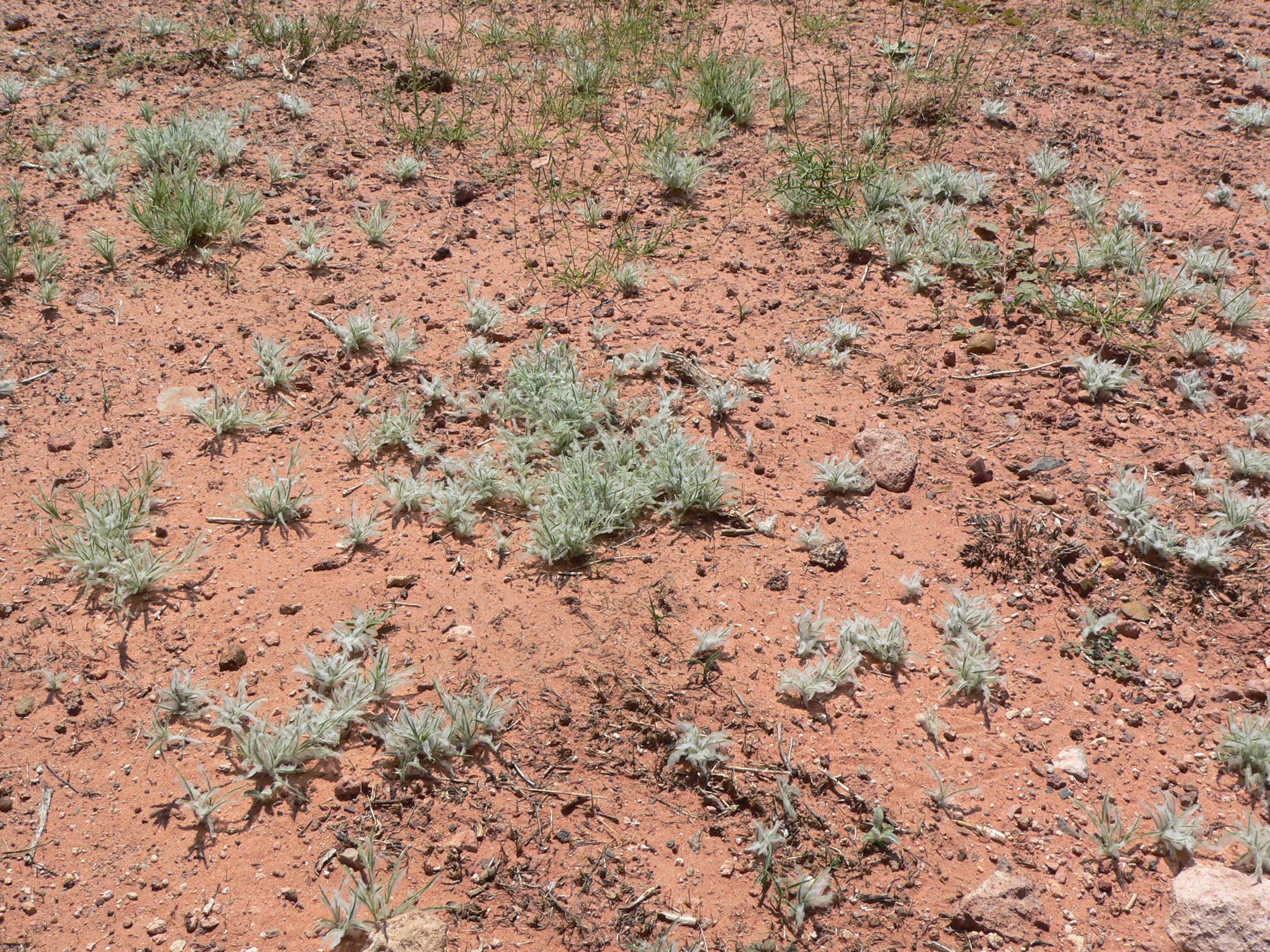
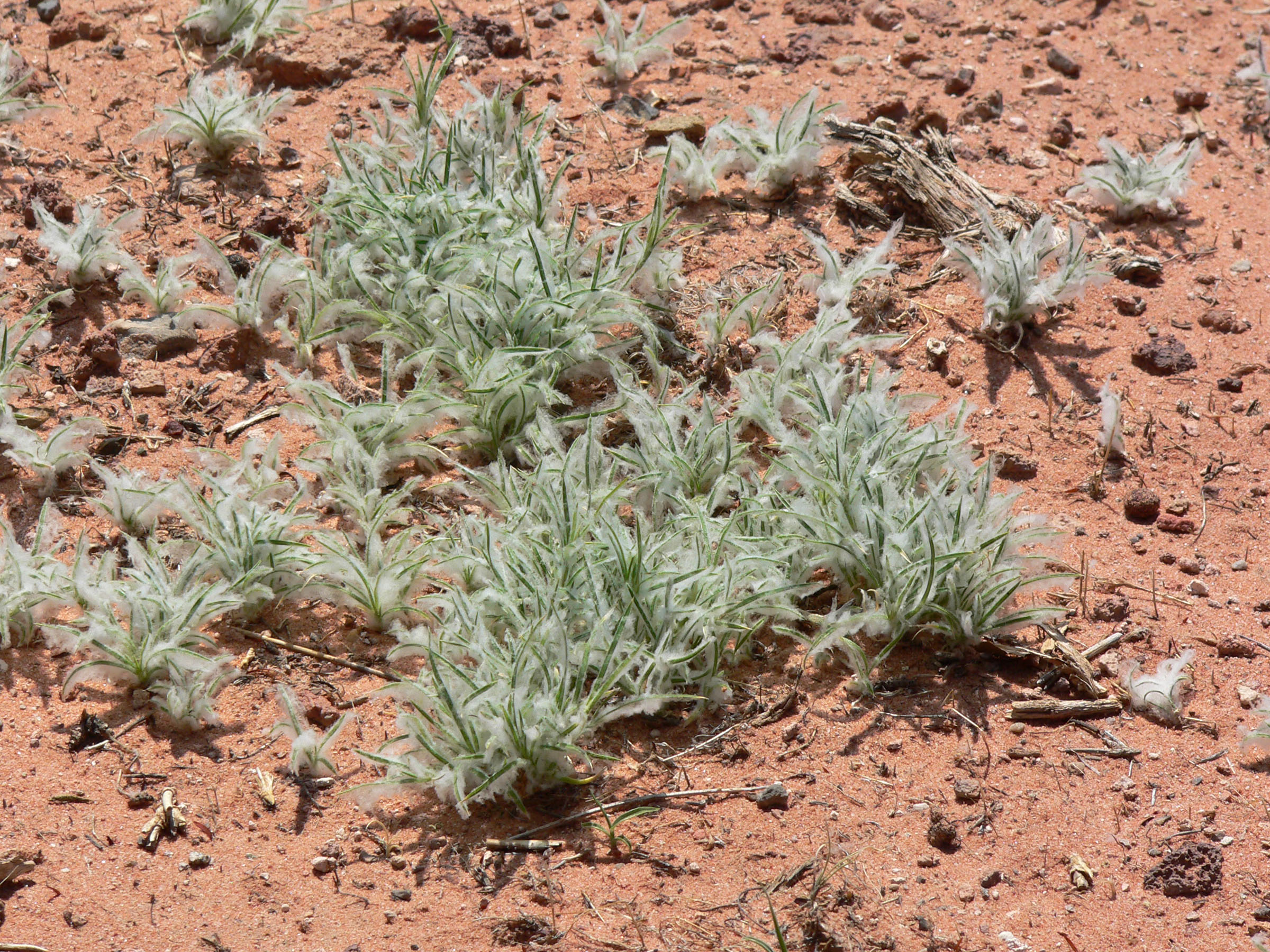